# Pitcairnia foreroi
Pitcairnia foreroi är en gräsväxtart som beskrevs av Hans Edmund Luther och Varad. Pitcairnia foreroi ingår i släktet Pitcairnia och familjen Bromeliaceae.
Artens utbredningsområde är Colombia. Inga underarter finns listade i Catalogue of Life.